# Ernest Blake (cầu thủ bóng đá)
Ernest Blake (24 tháng 3 năm 1895 – 1965) là một cầu thủ bóng đá người Anh thi đấu ở vị trí tiền vệ chạy cánh.